# George F. Kennan
George Frost Kennan (16 de fevereiro de 1904 — 17 de março de 2005) foi um diplomata e historiador estadunidense. Ele era mais conhecido como um defensor de uma política de contenção da expansão soviética durante a Guerra Fria. Ele deu palestras e escreveu histórias acadêmicas sobre as relações entre a URSS e os Estados Unidos. Ele também fez parte do grupo de anciãos da política externa conhecido como "Os Reis Magos".

## Carreira
Durante o final dos anos 1940, seus escritos inspiraram a Doutrina Truman e a política externa dos Estados Unidos de "conter" a União Soviética. Seu "Longo Telegrama" de Moscou durante 1946 e o artigo subsequente de 1947, As Fontes da Conduta Soviética, argumentaram que o regime soviético era inerentemente expansionista e que sua influência deveria ser "contida" em áreas de importância estratégica vital para os Estados Unidos. Esses textos justificaram a nova política antissoviética do governo Truman. Kennan desempenhou um papel importante no desenvolvimento de programas e instituições definitivos da Guerra Fria, especialmente o Plano Marshall.
Logo depois que seus conceitos se tornaram a política dos Estados Unidos, Kennan começou a criticar as políticas externas que ajudara a articular. No final de 1948, Kennan estava confiante de que um diálogo positivo poderia começar com o governo soviético. Suas propostas foram descartadas pelo governo Truman e a influência de Kennan foi marginalizada, particularmente depois que Dean Acheson foi nomeado Secretário de Estado em 1949. Logo depois disso, a estratégia da Guerra Fria dos EUA assumiu uma qualidade mais assertiva e militarista, fazendo Kennan lamentar sobre o que ele acreditava ser uma revogação de suas avaliações anteriores.
Em 1950, Kennan deixou o Departamento de Estado — exceto por um breve período como embaixador em Moscou e por um mais longo na Iugoslávia — e se tornou um crítico realista da política externa dos Estados Unidos. Ele continuou a analisar assuntos internacionais como membro do corpo docente do Institute for Advanced Study de 1956 até sua morte em 2005, aos 101 anos.

## Realismo
O realismo político formou a base do trabalho de Kennan como diplomata e historiador e permanece relevante para o debate sobre a política externa americana, que desde o século XIX tem se caracterizado por uma mudança da escola realista dos Founding Fathers para a escola idealista ou Wilsoniana de relações. De acordo com a tradição realista, a segurança é baseada no princípio do equilíbrio de poder, enquanto o wilsonianismo (considerado impraticável pelos realistas) depende da moralidade como o único fator determinante na política. De acordo com os wilsonianos, a difusão da democracia no exterior como política externa é importante e a moral é válida universalmente. Durante a presidência de Bill Clinton, a diplomacia americana representou a escola wilsoniana a tal ponto que os partidários do realismo compararam as políticas do presidente Clinton ao serviço social. Segundo Kennan, cujo conceito de diplomacia americana se baseava na abordagem realista, esse moralismo sem levar em conta as realidades de poder e o interesse nacional é contraproducente e resultará na diminuição do poder americano.
Em seus escritos históricos e memórias, Kennan lamenta em grande detalhe as falhas dos formuladores de política externa democrática e dos Estados Unidos em particular. De acordo com Kennan, quando os legisladores americanos de repente confrontaram a Guerra Fria, eles herdaram pouco mais do que lógica e retórica "utópica nas expectativas, legalista no conceito, moralista na demanda que parecia colocar nos outros, e farisaica no grau de altivez e retidão... para nós mesmos". A fonte do problema é a força da opinião pública, uma força inevitavelmente instável, pouco séria, subjetiva, emocional e simplista. Kennan insistiu que os EUA o público só pode se unir por trás de uma meta de política externa no "nível primitivo de slogans e inspiração ideológica chauvinista".
Containment (1967), quando publicou o primeiro volume de suas memórias, envolvia algo diferente do uso da "contraforça" militar. Ele nunca gostou do fato de a política que influenciou estar associada ao aumento de armas na Guerra Fria. Em suas memórias, Kennan argumentou que a contenção não exigia uma política externa militarizada dos EUA. "Contraforça" implicava a defesa política e econômica da Europa Ocidental contra o efeito perturbador da guerra na sociedade europeia. Esgotada pela guerra, a União Soviética não representava nenhuma ameaça militar séria aos Estados Unidos ou seus aliados no início da Guerra Fria, mas era antes um rival ideológico e político.
Durante a década de 1960, Kennan criticou o envolvimento dos EUA no Vietnã, argumentando que os Estados Unidos tinham pouco interesse vital na região. Kennan acreditava que a URSS, Grã-Bretanha, Alemanha, Japão e América do Norte continuavam sendo áreas de interesses vitais dos EUA. Durante os anos 1970 e 1980, ele foi um grande crítico da corrida armamentista renovada quando a détente foi encerrada.
Em 1989, o presidente George H. W. Bush concedeu a Kennan a Medal of Freedom, a maior homenagem civil do país. Ainda assim, ele permaneceu um crítico realista dos recentes presidentes dos Estados Unidos, exortando o governo dos Estados Unidos a "retirar-se de sua defesa pública da democracia e dos direitos humanos ", dizendo que a "tendência de nos vermos como o centro do esclarecimento político e como professores em grande parte do resto do mundo me parece impensado, vaidoso e indesejável". Essas ideias eram particularmente aplicáveis às relações dos EUA com a China e a Rússia. Kennan se opôs à guerra do governo Clinton em Kosovo e à expansão da OTAN (a cujo estabelecimento ele também se opusera meio século antes), expressando temores de que ambas as políticas piorassem as relações com a Rússia. Ele descreveu o alargamento da OTAN como um "erro estratégico de proporções potencialmente épicas". 

Kennan permaneceu vigoroso e alerta durante os últimos anos de sua vida, embora a artrite o obrigasse a usar uma cadeira de rodas. Durante seus últimos anos, Kennan concluiu que "o efeito geral do extremismo da Guerra Fria foi atrasar, em vez de acelerar, a grande mudança que atingiu a União Soviética". Aos 98 anos, ele alertou sobre as consequências imprevistas de travar uma guerra contra o Iraque. Ele advertiu que atacar o Iraque equivaleria a travar uma segunda guerra que "não tem relação com a primeira guerra contra o terrorismo" e declarou os esforços do governo Bush para associar a al Qaeda com Saddam Hussein "pateticamente insensível e pouco confiável". Kennan avisou:

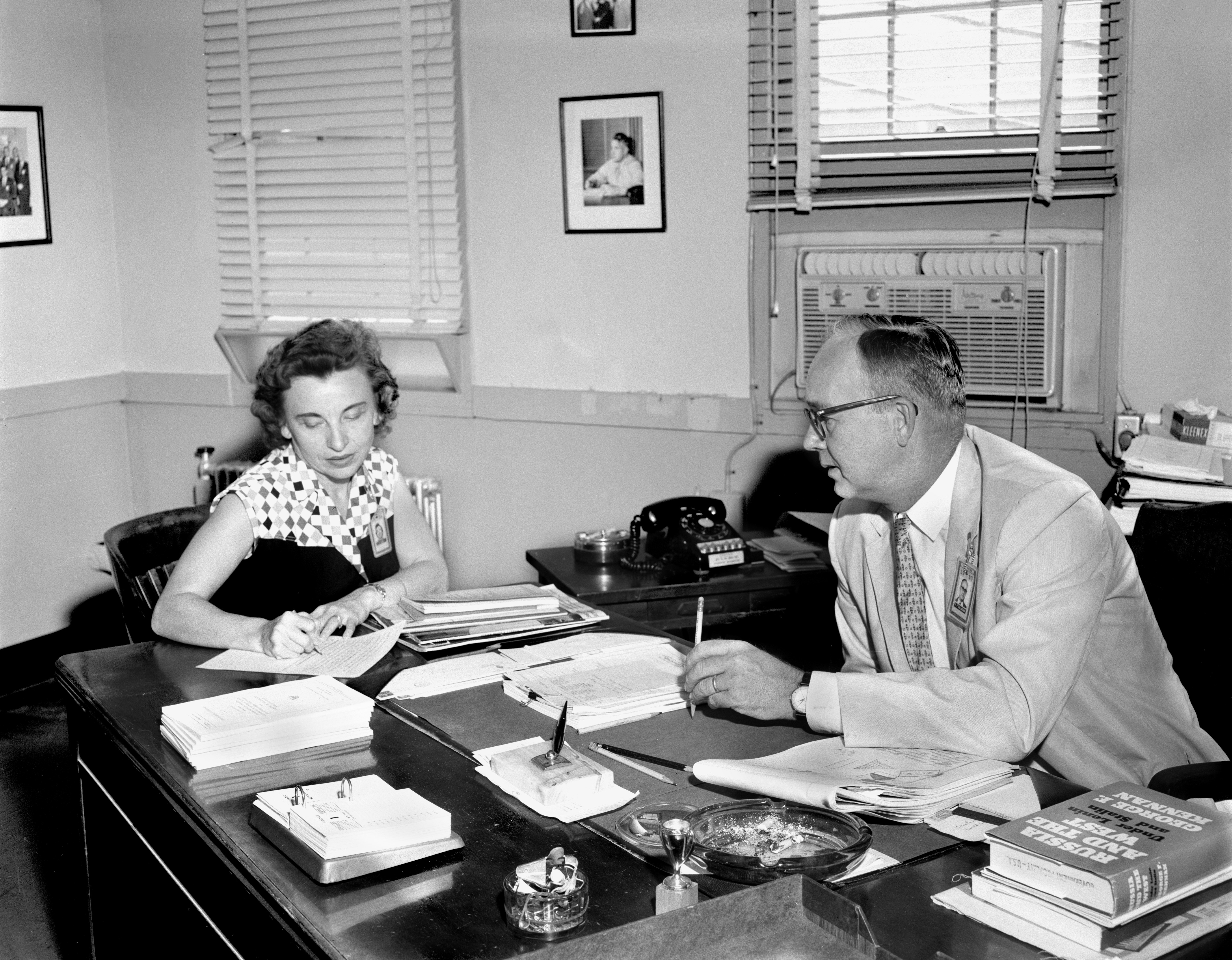
Sobre a mesa está o livro recém-publicado de George F. Kennan em 1961, Russia and the West Under Lenin e Stalin, de Little, Brown and Company de Boston, aqui na Comissão de Energia Atômica em Oak Ridge

Qualquer um que já tenha estudado a história da diplomacia americana, especialmente a diplomacia militar, sabe que você pode começar em uma guerra com certas coisas em sua mente como um propósito do que você está fazendo, mas no final, você se viu lutando por coisas totalmente diferentes que você nunca tinha pensado antes... Em outras palavras, a guerra tem um impulso próprio e o afasta de todas as intenções ponderadas quando você entra nela. Hoje, se formos para o Iraque, como o presidente gostaria que fizéssemos, você sabe por onde começar. Você nunca sabe onde vai parar.
Em fevereiro de 2004, acadêmicos, diplomatas e ex-alunos de Princeton se reuniram no campus da universidade para comemorar o centésimo aniversário de Kennan. Entre os presentes estavam o secretário de Estado Colin Powel, o teórico de relações internacionais John Mearsheimer, o jornalista Chris Hedges, o ex-embaixador e oficial de carreira do Serviço Exterior Jack F. Matlock Jr. e o biógrafo de Kennan, John Lewis Gaddis.

## Obras (em inglês)
- "X" (1947), «The Sources of Soviet Conduct», Foreign Affairs, ISSN 0015-7120, 25 (4): 566–582, JSTOR 20030065, doi:10.2307/20030065
- Kennan, George F. (1948), Policy Planning Study (PPS) 23, Washington D.C.
- Kennan, George F. (1951), American Diplomacy, 1900–1950, Chicago: University of Chicago Press, OCLC 466719
- Kennan, George F. (1954), Realities of American Foreign Policy, Princeton: Princeton University Press, OCLC 475829
- Kennan, George F. (1956), Russia Leaves the War, Princeton: Princeton University Press, OCLC 1106320
- Kennan, George F. (1956), "The Sisson Documents," Journal of Modern History v. 28 (June, 1956), 130–154
- Kennan, George F. (1958), The Decision to Intervene, Princeton: Princeton University Press, OCLC 1106303
- Kennan, George F. (1958), Russia, the Atom, and the West, New York: Harper, OCLC 394718
- Kennan, George F. (1961), Russia and the West under Lenin and Stalin, Boston: Little, Brown and Company, OCLC 253164
- Kennan, George F. (1967), Memoirs: 1925–1950, Boston: Little, Brown and Company, OCLC 484922.
- Kennan, George F. (1968), From Prague after Munich: Diplomatic Papers, 1938–1939, ISBN 0-691-05620-X, Princeton: Princeton University Press
- Kennan, George F. (1968), Democracy and the Student Left, ISBN 978-0-09-095070-6, Boston: Little, Brown and Company – via Internet Archive
- Kennan, George F. (1971), The Marquis de Custine and His "Russia in 1839", ISBN 0-691-05187-9, Princeton: Princeton University Press
- Kennan, George F. (1972), Memoirs: 1950–1963, Boston: Little, Brown and Company, OCLC 4047526
- Kennan, George F. (1978), The Cloud of Danger: Current Realities of American Foreign Policy, ISBN 0-09-132140-9, London: Hutchinson
- Kennan, George F. (1979), The Decline of Bismarck's European Order: Franco-Russian Relations, 1875–1890, ISBN 0-691-05282-4, Princeton: Princeton University Press
- Kennan, George F. (1982), The Nuclear Delusion: Soviet-American Relations in the Atomic Age, ISBN 0-394-52946-4, New York: Pantheon Books
- Kennan, George F. (1984), The Fateful Alliance: France, Russia, and the Coming of the First World War, ISBN 0-394-53494-8, New York: Pantheon Books
- Kennan, George F. (1989), Sketches from a Life, ISBN 0-394-57504-0, New York: Pantheon Books
- Kennan, George F. (1993), Around the Cragged Hill: A Personal and Political Philosophy, ISBN 0-393-31145-7, New York: W. W. Norton & Company
- Kennan, George F. (1996), At a Century's Ending: Reflections 1982–1995, ISBN 0-393-31609-2, New York: W. W. Norton & Company
- Kennan, George F. (2000), An American Family: The Kennans, the First Three Generations, ISBN 0-393-05034-3, New York: W. W. Norton & Company – via Internet Archive
- Kennan, George F. (2014), The Kennan Diaries, ISBN 978-0-393-07327-0, New York: W. W. Norton & Company